# 蒼蠅座ζ
蒼蠅座ζ，又名CP-66 1747，HD 107566、SAO 251866、HR 4703，是蒼蠅座的一颗恒星，视星等为5.15，位于銀經300.13，銀緯-4.81，其B1900.0坐标为赤經12h 16m 33.6s，赤緯-66° -4.81′ 1″。